# Spargania subcuprea
Spargania subcuprea là một loài bướm đêm trong họ Geometridae.